# Rungia caespitosa
Espèce
Synonymes
- Justicia caespitosa (Lindau) Vollesen, inédit

Rungia caespitosa, ou Justicia caespitosa (Lindau) Vollesen, est une espèce de plantes à fleurs de la famille des Acanthaceae et du genre Rungia, ou du genre Justicia. C'est une plante herbacée endémique du Cameroun.

## Description
La plante peut atteindre 2 m de hauteur.

## Distribution
Endémique, très rare, cette espèce n'est connue que d'une seule localité, dans les environs de Bipindi, où elle a été récoltée par Georg August Zenker en 1907.

## Référentes taxinomiques
- (en) Catalogue of Life : Rungia caespitosa Lindau (consulté le 24 décembre 2020)
- (fr + en) EOL : Rungia caespitosa Lindau (consulté le 14 mars 2020)
- (fr + en) GBIF : Rungia caespitosa Lindau (consulté le 14 mars 2020)
- (en) IPNI : Rungia caespitosa Lindau  (consulté le 14 mars 2020)
- (en) The Plant List : Rungia caespitosa Lindau  (source : KewGarden WCSP) (consulté le 14 mars 2020)
- (en) Tropicos : Rungia caespitosa Lindau  (+ liste sous-taxons) (consulté le 14 mars 2020)